# 光蕊杜鹃
光蕊杜鹃（学名：Rhododendron coryanum）为杜鹃花科杜鹃花属下的一个种。

## 扩展阅读
- 維基物種上的相關：光蕊杜鹃